# Alessandro Fortis
Alessandro Fortis, (Forlì,  16. rujna 1842. — Rim, 4. prosinca 1909.), bio je talijanski političar i pravnik.
Fortis je izabran 1880. u zastupnički dom, gdje uskoro postaje jedan od glavnih vođa krajnje lijevice. U vladi Agostina Depretisa imenovan je 1887. zamjenikom tajnika a istu službu obnaša i u vladi Francesca Crispija sve do lipnja 1890., kada daje ostavku na tu dužnost, nezadovoljan Crispijevom sve jasnijom antiradikalnom politikom. U periodu od lipnja 1989. do svibnja 1899. bio je ministar poljoprivrede i ministar privrede u vladi Luigia Pellouxa. 
Kada Giovanni Giolitti u ožujku 1905., podnosi ostavku na mjesto premijera i kada Tommaso Tittoni poslije toga nije mogao osnovati vladu, Fortis je pozvan da osnuje novu vladu i 28. ožujka postaje premijer i ministar unutarnjih poslova, u vladi koja je politički bila slično obojena kao i Giolittijeva vlada. Nakon što je suzbio štrajk željezničara u travnju provodi nacionalizaciju željeznica, no njegova vlada bila je oslabljena već u srpnju tijekom pregovora o financijskoj izvedbi nacionalizacije. Vlada je dodatno uzdrmana optužbama javnosti o nedostacima prve pomoći poslije potresa u Kalabriji, ekonomskim suprotnostivma sjevera i juga Italije, što je izbilo upravo u tijeku pregovora sa Španjolskom o privremenom trgovinskom sporazumu.  
Fortis je morao popustiti protestima južnotalijanskih vinogradara, žrtvujući trgovački sporazum sa Španjolskom i 24. prosinca je rekonstruirao svoju vladu, gdje je uz ministarstvo unutarnjih poslova preuzeo i ministarstvo poljoprivrede. Rekonstruirano ministarsvo su radikali politički doživljavali politički kao krajnju desnicu. Ne mogavši pridobiti podršku ni desničarskih vođa Sidneya Sonnina i Antonia di Rudinìa, zbog čega Fortis, koji je uzaludno pokušao dobiti povjerenje u zastupničkom domu, 8. veljače 1906. daje ostavku zajedno sa svojom vladom, a novu vladu je osnovao Sonnino.